# Neocoelindroma nigricephala
Neocoelindroma nigricephala är en insektsart som beskrevs av Marques-costa och Rodney Ramiro Cavichioli 2007. Neocoelindroma nigricephala ingår i släktet Neocoelindroma och familjen dvärgstritar. Inga underarter finns listade i Catalogue of Life.